# 北海道道13号中標津標茶線

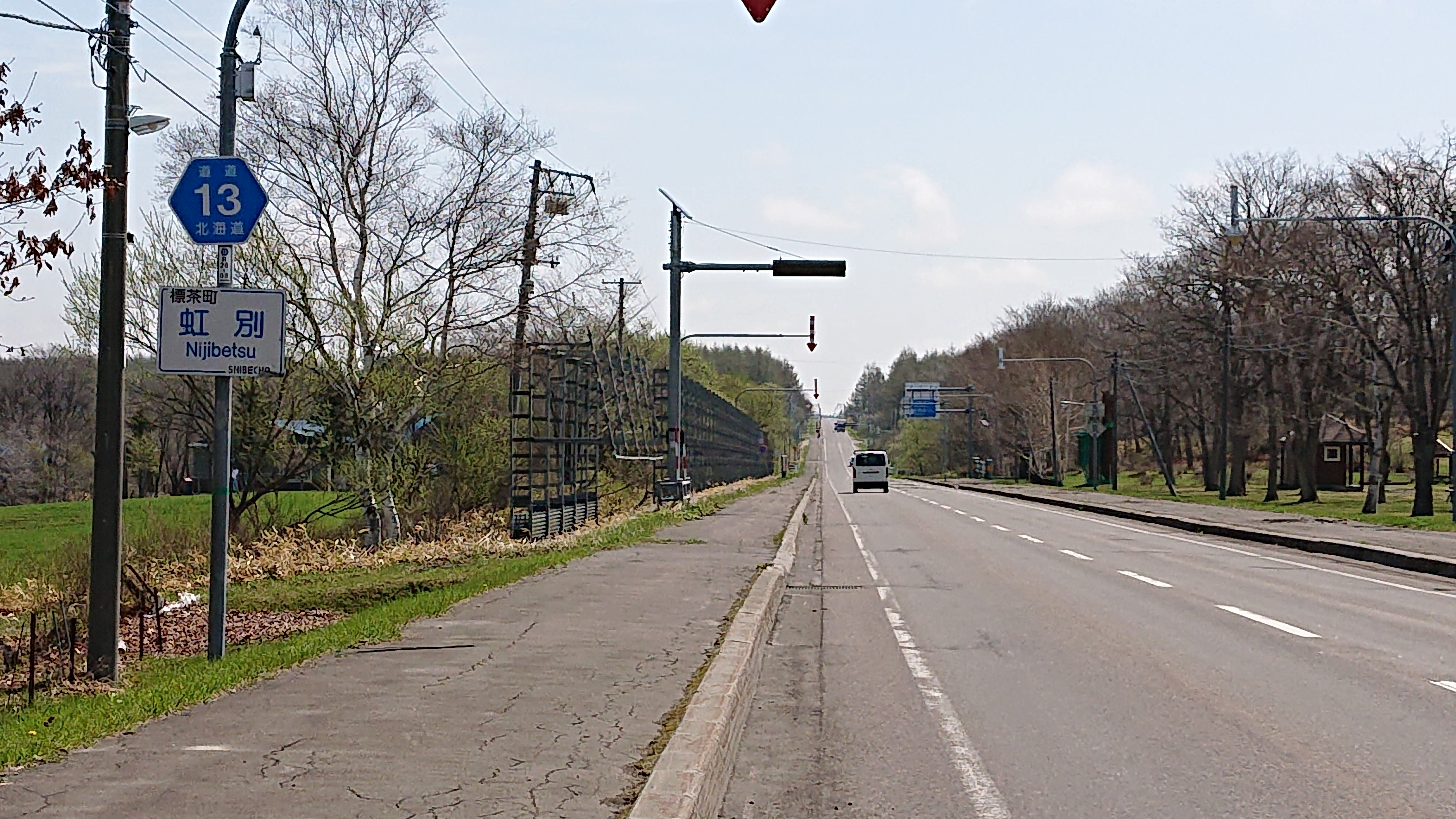
北海道道13号中標津標茶線（標茶町虹別）

北海道道13号中標津標茶線（ほっかいどうどう13ごう なかしべつしべちゃせん）は、北海道標津郡中標津町と川上郡標茶町を結ぶ道道（主要地方道）である。

## 概要
中標津町より、別海町（本別）、標茶町（虹別）を経由した後、別海町を通り、再び標茶町に入り終点に至る。起点付近は旧国道272号。起点付近は、旧国道または中央通、中標津町計根別市街地では、計根別大通とも呼ばれる。

### 路線データ
- 起点：北海道標津郡中標津町大通北1丁目（北海道道69号中標津空港線・北海道道774号川北中標津線交点）
- 終点：北海道川上郡標茶町開運1丁目（国道274号・国道391号交点）
- 総延長：48.668 km[1]
- 実延長：45.961 km[1]
- 重用延長：2.707 km[1]

## 歴史
- 1954年（昭和29年）3月30日 - 31号として路線認定[2]。
- 1993年（平成5年）5月11日 - 建設省から、道道中標津標茶線が中標津標茶線として主要地方道に指定される[3]。
- 1994年（平成6年）10月1日 - 路線番号を13号に変更[4]。

## 路線状況

### 重複区間
- 国道272号：中標津町緑町北1丁目 - 中標津町緑ヶ丘
- 北海道道775号上武佐計根別停車場線：中標津町計根別本通東8丁目 - 中標津町計根別本通東3丁目
- 北海道道505号養老牛計根別停車場線：中標津町計根別本通東3丁目 - 中標津町字計根別
- 国道243号：標茶町字虹別市街 - 標茶町虹別原野
- 北海道道14号厚岸標茶線：標茶町旭6丁目 - 標茶町富士2丁目

### 主な橋梁
- 大坂橋（多和川 = 釧路川支流）標茶町字上多和原野
- 開運橋（釧路川）標茶町開運1丁目

## 地理

### 通過する自治体
- 根室振興局
  - 標津郡中標津町
  - 野付郡別海町
- 釧路総合振興局
  - 川上郡標茶町

### 交差する道路
中標津町
- 北海道道69号中標津空港線 - 大通北1丁目（起点）
- 北海道道774号川北中標津線 - 大通北1丁目（起点）
- 北海道道833号俣落西五条線 - 西5条北1丁目
- 国道272号 - 緑町北1丁目、緑ヶ丘（重複）
- 北海道道311号中西別計根別線 - 計根別本通東8丁目
- 北海道道775号上武佐計根別停車場線 - 計根別本通東8丁目、計根別本通東3丁目（重複）
- 北海道道505号養老牛計根別停車場線 - 計根別本通東3丁目、計根別（重複）

標茶町
- 国道243号 - 虹別市街、虹別原野（重複）
- 北海道道951号泉川線 - 標茶
- 北海道道14号厚岸標茶線 - 旭6丁目、富士2丁目（重複）
- 国道274号 - 開運1丁目（終点）
- 国道391号 - 開運1丁目（終点）

### 沿線にある施設など
中標津町
- 中標津町計根別支所 - 計根別南1条東2丁目

標茶町
- 標茶町虹別酪農センター - 字虹別原野
- JR釧網本線 標茶駅 - 旭1丁目